# Bataille de Sebou
 (avril 2022).
Grande révolte berbère
La bataille de Sebou était un conflit militaire en 740 entre le califat omeyyade et les rebelles berbères insurgés de la grande révolte berbère.

## Déroulement
Les forces berbères de Maysara rencontrent la colonne d'avant-garde ifriqiyenne de Khalid ibn Abi Habib quelque part dans la périphérie de Tanger. Après une brève escarmouche avec la colonne arabe, Maysara ordonna brusquement aux armées berbères de se replier sur Tanger. Le commandant de cavalerie arabe Khalid ibn Abi Habiba n'a pas lancer de poursuite, mais a juste tenu sa ligne au sud de Tanger, bloquant la ville tenue par les Berbères, en attendant les renforts de l'expédition sicilienne de Habib.
Dans ce répit, les rebelles berbères se réorganisent et entreprennent un coup d'État interne. Les chefs tribaux berbères ont rapidement déposé (et exécuté) Maysara et élu le chef berbère zénète, Khalid ibn Hamid al-Zanati comme nouveau « calife » berbère. Les raisons de la chute de Maysara restent obscures. Peut-être la lâcheté soudaine montrée devant la colonne de cavalerie arabe l'a-t-elle prouvé militairement inapte, peut-être parce que les prédicateurs puritains soufrites ont trouvé un défaut dans la piété de son caractère, ou peut-être simplement parce que les chefs tribaux zénète, étant plus proches de la ligne de front ifriqiyenne, ont estimé qu'ils devraient être ceux qui mènent la rébellion.
L'historien Ibn Khaldoun affirme que Khalid ibn Abi Obeïda a rencontré les forces berbères et a maintenu sa position sur la rivière `` Shalif '', que de nombreux commentateurs ont considérée comme la célèbre rivière Chelif (Wadi ash-Shalif) dans le centre de l'Algérie. Cependant, il est hautement improbable que l'armée rebelle berbère ait été aussi loin à l'est à ce moment-là. Les historiens modernes ont suggéré qu'Ibn Khaldoun ou ses transcripteurs aient fait une erreur ici. Charles André-Julien (1961 : p. 30) suggère qu'Ibn Khaldoun voulait en fait dire le fleuve Sebou, dont le cours supérieur placerait en effet à juste titre la colonne ifriqiyenne près de Tanger. Le chroniqueur En-Nuweri rapporte en effet que l'escarmouche s'est déroulée hors des murs de Tanger,.